# Save Your Kisses for Me
„Save Your Kisses for Me“ (Сачувај своје пољупце за мене) је била победничка песма Евровизије 1976. коју је за Уједињено краљевство извела група Brotherhood of Man у Хагу, Холандија. Текст и музику написали су Тони Хилер, Ли Шериден и Мартин Ли, последња двојица су чланови бенда. Песма је постала светски хит, достигавши прво место у многим земљама, укључујући Велику Британију, где је постала најпродаванија песма године. Све у свему, остаје један од најпродаванијих победника Евровизије икада и највећи продавани хит у Великој Британији.

## Настанак песме
„Save Your Kisses for Me“ је првобитно написао члан Ли Шериден у августу 1974. Други су сматрали да је наслов неспретан и прерадили су га у „Oceans of Love“. Шериден није био задовољан променама и песма је одложена. Годину дана касније, када је дошло до смишљања песама за следећи албум, открили су да им треба још једна песма и Шериден је поново избацио "Save Your Kisses for Me". Овога пута је песма прихваћена. Убрзо након тога, менаџер Тони Хилер је желео да група покуша да учествује на Евровизији, сада када су се квалификациона правила променила у Великој Британији. До тада је један певач био номинован за наступ, што је 1976. године било промењено. Brotherhood of Man је предложио "Save Your Kisses for Me" и песма је прихваћена као један од 12 финалиста. Победили су на такмичењу Песма за Европу 25. фебруара 1976, победивши другопласирану групу Со-Со за само два бода. Песма је објављена као сингл и достигла је прво место на топ листи UK Singles Chart, две недеље пре него што је финале Евровизије одржано 3. априла.

### Победа на Евровизији
Песма је прва изведена те вечери. Наступ су чинила два певача у црно-белим оделима и две жене у белим и црвеним комбинезонима са одговарајућим береткама. Стајали су мирно и певали уз мање кореографије за руке и ноге. Текст песме описује нежно сукобљене емоције човека који ујутро напушта вољену особу док иде на посао. Последњи стих песме дао је преокрет да је дотична особа његово трогодишње дете.
Добила је максималних дванаест поена од стране седам земаља, укупно 164 бода у поређењу са другопласираном Француском са 147 поена, и била је други узастопни победник Евровизије који је изведен први по редоследу представљања. Према The Eurovision Song Contest – The Official History Џона Кенедија О'Конора, песма је најпродаванији сингл победничке песме у историји такмичења. Такође и даље држи рекорд за највиши релативни резултат по систему гласања уведеном 1975. (који се од тада користио на сваком такмичењу), са просеком од 9,65 поена по жирију. Након победе на такмичењу, песма је достигла бр. 1 у многим земљама широм Европе и на крају продата у више од шест милиона примерака. У Великој Британији, остала је на првом месту шест недеља и добила платинасти сертификат од стране British Phonographic Industry у мају 1976. године - постала је најпродаванији сингл године. Песма је такође била на првом месту у бројним другим земљама, као што је Француска где је остала на врхунцу пет недеља. У Сједињеним Државама, песма је била умерени поп хит (бр. 27 на Billboard Hot 100), али је доспела све до бр. 1 на листи Easy Listening; то би био једини хит који је бенд  имао у САД.
У исто време када је сингл био на првом месту, група је објавила свој последњи албум; Love and Kisses, на којој се налази "Save Your Kisses for Me". Група је наставила да бележи хитове у Великој Британији, са још два прва места на топ листи у наредне две године; међутим, то није био случај у Сједињеним Државама.
„Save Your Kisses for Me” је и даље један од најпродаванијих синглова свих времена у Великој Британији, са продајом од преко милион примерака. Такође је освојио четири награде American Society of Composers, Authors and Publishers 1977.

## Верзије
Међу многим обрадама, кантри певачица Марго Смит имала је велики хит на кантри топ листама 1976. године, док је Боби Винтон имао Billboard top 100 хит исте године са својом верзијом. Верзија песме Марго Смит је најуспешнија обрада песме "Save Your Kisses for Me" до данас. Brotherhood of Man су два пута поново снимили песму и објавили шпанску верзију ("Tus Besos Son Para Mi") као сингл 1991.
Песма је изабрана у интернет анкети коју је спровела Европска радиодифузна унија 2005. године као једна од четрнаест најпопуларнијих песама у историји Евровизије и била је једна од учесница на концерту поводом педесете годишњице Честитамо: 50 година Песме Евровизије у Копенхагену, у Данској, одржаном у октобру 2005. Група (која је још увек заједно) га је поново извела заједно са дванаест плесача обучених у одговарајуће црвене, беле и црне костиме са актовкама и живим оркестром док је оригинални снимак приказан у позадини. Заузели су пето место у финалном гласању.
Хелена Вондрачкова и Јиржи Корн направили су чешку верзију Já půjdu tam a ty tam, Рекс Гилдо немачку (Küsse von dir).
Филип Киркоров је снимио руску верзију као Мимо опять.
Израелска певачица етиопског порекла Еден Ален објавила га је 2019. као свој почетни сингл. Требало је да представља Израел на Песми Евровизије 2020, али је то урадила 2021.
Исландски музичар Дади Фрејр, који је такође требало да се такмичи на Песми Евровизије 2020. и то је уместо тога учинио 2021. године, укључио је песму у своје друго издање JúróDaði, видео у коме обрађује претходне песме Евровизије.